# Jefferson Costa

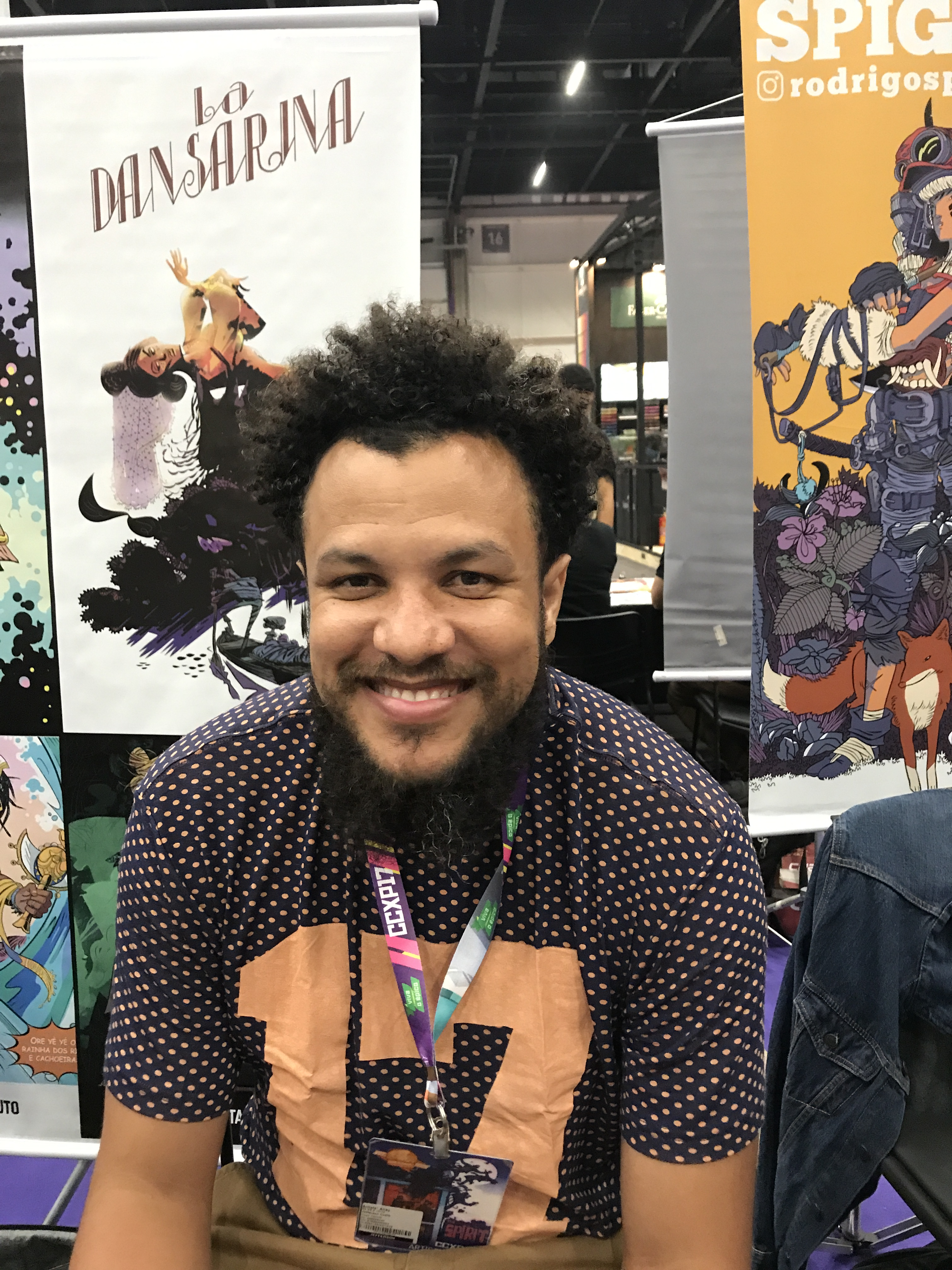
Jefferson Costa bei der Comic Con Experience 2017

Jefferson Costa (* 1979 in São Paulo) ist ein brasilianischer Illustrator und Comiczeichner.
Er hat an mehreren Comicbüchern gearbeitet, wie der Adaption des Buches Kiss Me, Judas, sowie Publikationen wie Quebra Queixo Technorama, A Dama do Martinelli und La Dansarina und arbeitet in den brasilianischen Compilations Front und Bang Bang. Er veröffentlichte auch Arbeiten in den nordamerikanischen Anthologien Gunned Down (Terra Major) und Outlaw Territory # 3 (Image Comics). Jefferson arbeitet auch mit Charakterdesign und Animationsszenarien, nachdem er an der Historietas Assombradas para Crianças Malcriadas von Cartoon Network Brazil gearbeitet hat, sowie an der brasilianischen MTV-Serie Megaliga, Fudêncio, The Jorges und Rockstarghost. 2013 gewann er den Troféu HQ Mix in der Kategorie „Beste Adaption für Comic“ mit Coleção Shakespeare in Quadrinhos Volume 4 (Adaption von William Shakespeares  Der Sturm, mit Drehbüchern von Lillo Parra). 2016 gewann er erneut den Troféu HQ Mix, diesmal mit dem Graphic Novel La Dansarina (auch von Lillo Parra geschrieben) als „beste nationale Special Edition“. Im Jahr 2018 veröffentlichte er Jeremias - Pele, Teil der Graphic MSP-Sammlung, mit Skripten von Rafael Calça.